# Pranýř ve Starém Jičíně
Pranýř ve Starém Jičíně je historický pranýř a kulturní památka ve městě Starý Jičín v okrese Nový Jičín. Geograficky se nachází v Moravskoslezském kraji a pohoří Podbeskydská pahorkatina.

## Další informace
Pranýř ve Starém Jičíně je evidován jako kulturní památka pod rejstříkovým číslem 26808/8-1680 a katalogovým číslem 1000138010. Je to torzo kamenného, mírně konického válcového sloupu hanby složeného ze dvou dílů. Pochází patrně ze 17. století a připomíná historické uplatňování hrdelního práva ve Starém Jičíně, které bylo ukončeno až v roce 1729. Nachází se u chodníku ve svahu u silnice do Starojické Lhoty a to jižně pod Starojickým kopcem. Pranýř je umístěn na jedenkrát odstupněném kamenném soklu s obloukovou patkou. V polovině výšky sloupu je kovové oko pro připevnění řetězu.

## Galerie

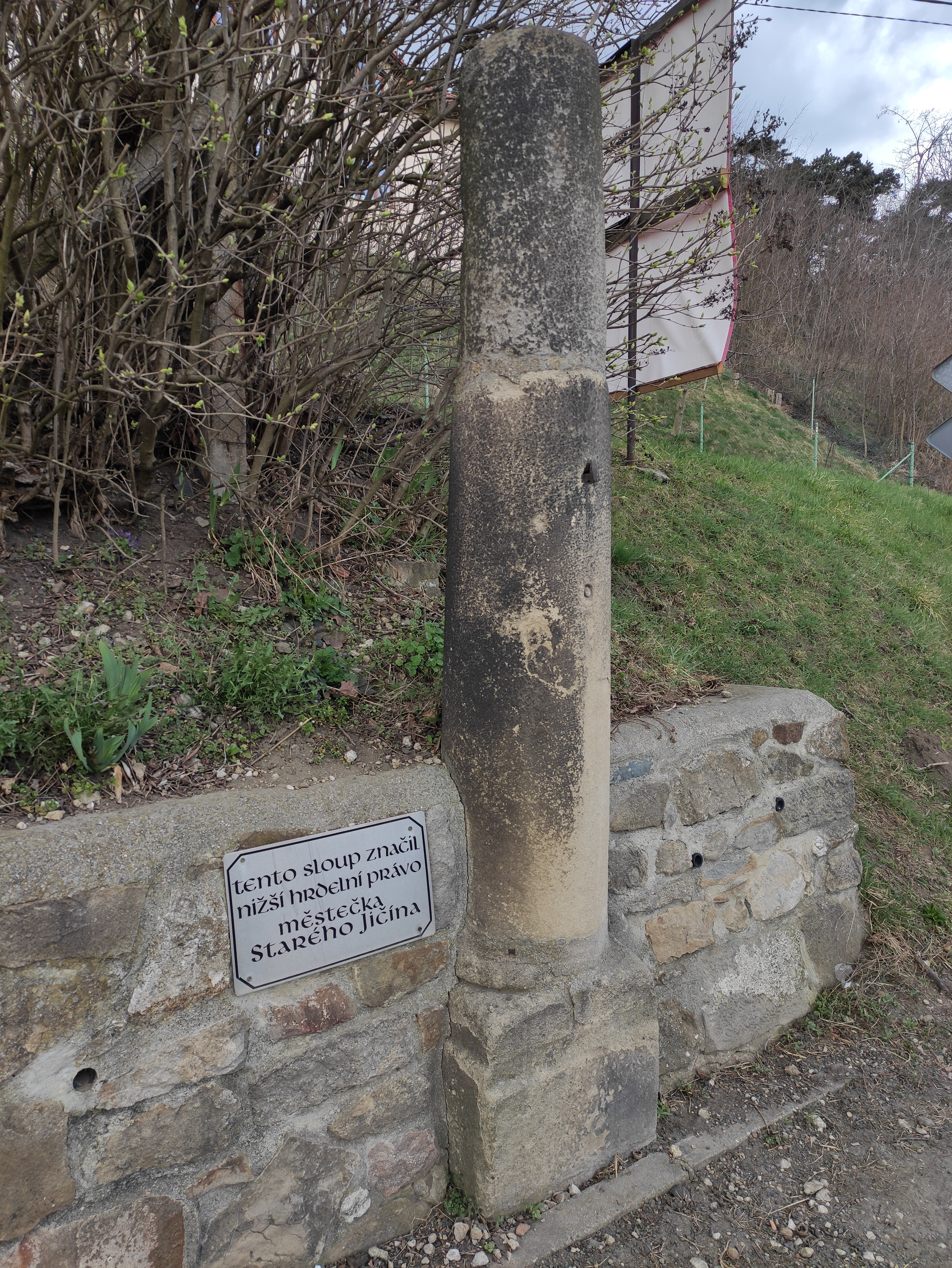
Pranýř (březen 2023)
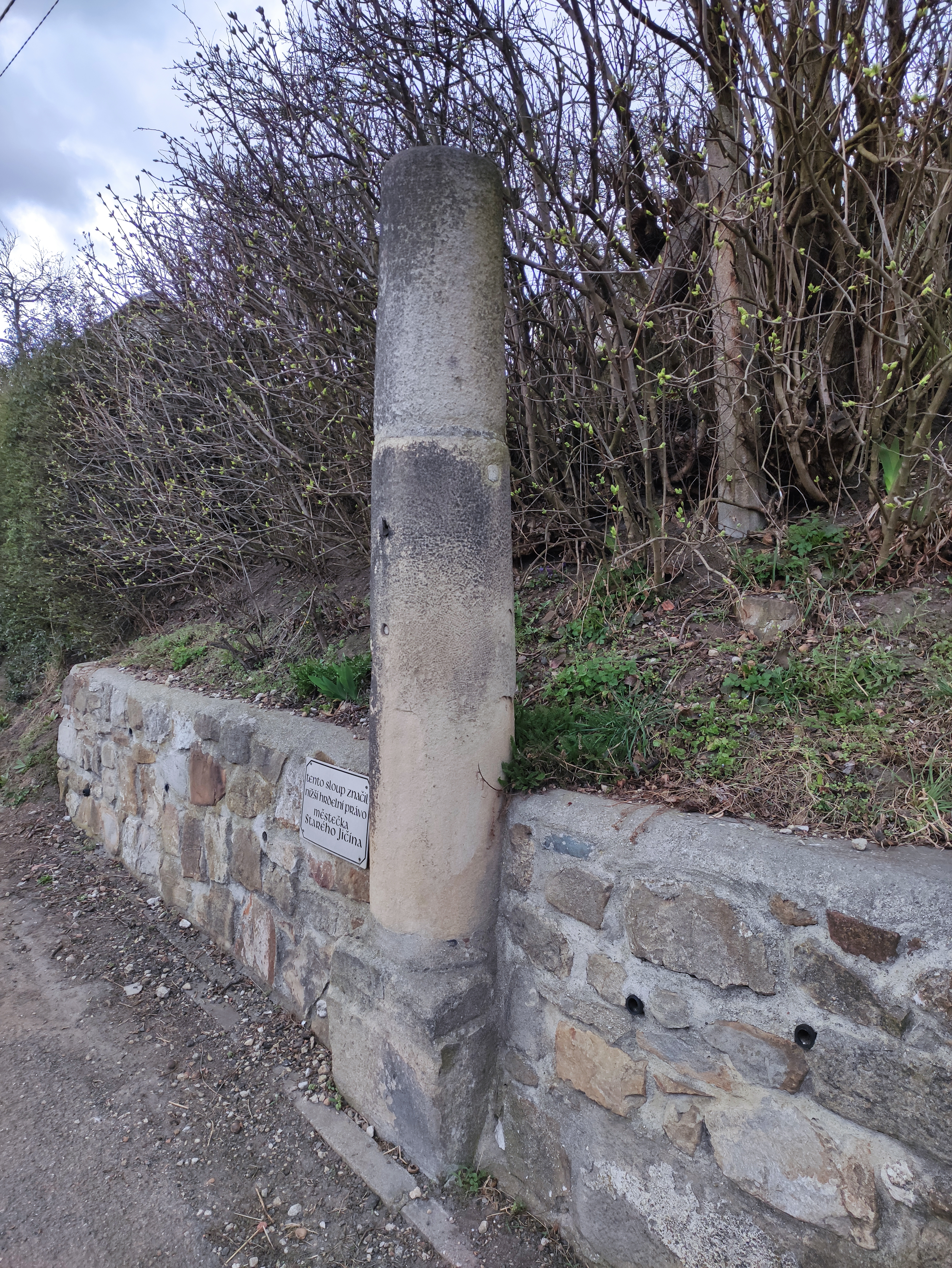
Pranýř (březen 2023)